# Rebecca Nurse
Rebecca Nurse (Great Yarmouth, 21 febbraio 1621 – Salem, 19 luglio 1692) è stata un'artigiana inglese. 
A 71 anni, sebbene non vi fosse alcuna credibile prova contro di lei, fu condannata all'impiccagione per stregoneria il 19 luglio 1692.

## Biografia
Figlia di William e Joanna Towne (nata Blessing), Rebecca Nurse nacque nel 1621 a Great Yarmouth, in Inghilterra. Nel 1640, la sua famiglia emigrò nelle colonie britanniche del Nord America e si stabilì a Salem Village (oggi Danvers, nel Massachusetts). Rebecca aveva una sorella maggiore, Susan, e due sorelle più giovani, Maria Easty e Sarah Cloyce.
Nel 1645 Rebecca sposò Francis Nurse, anche lui di origine inglese, fabbricante e commerciante di articoli casalinghi in legno. La famiglia Nurse viveva in una grande fattoria, che faceva parte di una tenuta di 300 acri data in concessione a Townsend Bishop nel 1636: Francis prese la tenuta in affitto per poi acquistarla gradualmente. La coppia ebbe otto figli: quattro femmine e quattro maschi.
Rebecca Nurse era una fedele praticante e la sua famiglia era molto rispettata a Salem Village. Francis veniva spesso convocato come giudice arbitro per dirimere le controversie nel villaggio e nel 1672 fu nominato connestabile di Salem. Dalle cronache successive si sa che Rebecca aveva «acquisito la reputazione di donna di esemplare devozione da essere praticamente inimitabile nella comunità» tanto da far di lei una delle persone più «inverosimilmente» accusabili di stregoneria.

### Vicenda giudiziaria
La famiglia Nurse era stata coinvolta in acerrime dispute sui terreni con la famiglia Putnam. Il 23 marzo 1692 fu emesso un mandato di cattura nei confronti di Rebecca sulla base di accuse formulate da Edward e John Putnam. Anche le sue due sorelle minori furono accusate di stregoneria.
Dopo aver sentito le accuse mosse contro di lei, la settantenne invalida Nurse esclamò: «Sono innocente come un bambino non ancora venuto alla luce, ma sicuramente qual è questo peccato che Dio ha scoperto in me, di cui io non mi sia pentita da far sì che Egli abbatta su di me povera vecchia una tale afflizione?». Ci fu una vera e propria protesta pubblica per le accuse mosse contro Rebecca, che era considerata una donna pia: quaranta vicini di casa, guidati da Israel ed Elizabeth (Hathorne) Porter ebbero il coraggio di sostenere la sua innocenza, firmando una petizione in suo favore indirizzata alla Corte giudicante in Salem.
Il processo a Rebecca Nurse iniziò il 30 giugno 1692. Secondo le procedure processuali del tempo la signora Nurse, al pari delle altre accusate, dovette difendersi da sola dal momento che non le fu concesso di avere un legale. In forza della sua rispettabilità, molti membri della comunità - oltre ai suoi familiari - testimoniarono in suo favore. Tuttavia la giovane Ann Putnam e i suoi fratelli, simulando convulsioni e crisi in aula, sostennero che la Nurse li stava tormentando.
Questo tipo di prove, del tutto inverificabili, erano ammesse durante il processo per dimostrare che Satana vessava gli abitanti del villaggio per opera dell'imputato. In risposta a questi comportamenti parossistici la Nurse dichiarò: «Io non ho mai rivolto lo sguardo ad altri se non a Dio». Molte delle altre ragazze sedicenti tormentate esitarono ad accusare la Nurse.
Alla fine del dibattimento la giuria pronunciò il verdetto di non colpevolezza. A causa delle proteste del pubblico e alle rinnovate manifestazioni di spasmi da parte delle ragazze, il magistrato chiese che il verdetto fosse riconsiderato. Era poi sopraggiunta la dichiarazione di un'altra prigioniera, una certa Hobbs: «È una di noi».  La Nurse non rispose, forse non avendo udito a causa della sordità: la giuria considerò questa assenza di risposta quale confessione di colpevolezza e modificò il verdetto, condannandola alla pena capitale.
Rebecca Nurse fu scomunicata il 3 luglio 1692, «abbandonata al maligno e alla dannazione eterna». Il 19 luglio 1692 l'anziana, insieme ad altre quattro donne, fu condotta sulla Gallows Hill e impiccata.
È stata definita "la donna dell'autodignità" per l'onorevole comportamento tenuto sul patibolo. Secondo consuetudine, dopo l'impiccagione il corpo della Nurse fu sepolto in una fossa vicino al patibolo insieme ad altre condannate, considerate, in quanto streghe, indegne di una sepoltura cristiana. La famiglia Nurse tornò segretamente dopo il tramonto e riesumò dalla fossa il corpo di Rebecca per seppellirla degnamente nella fattoria di famiglia.

### Retaggio

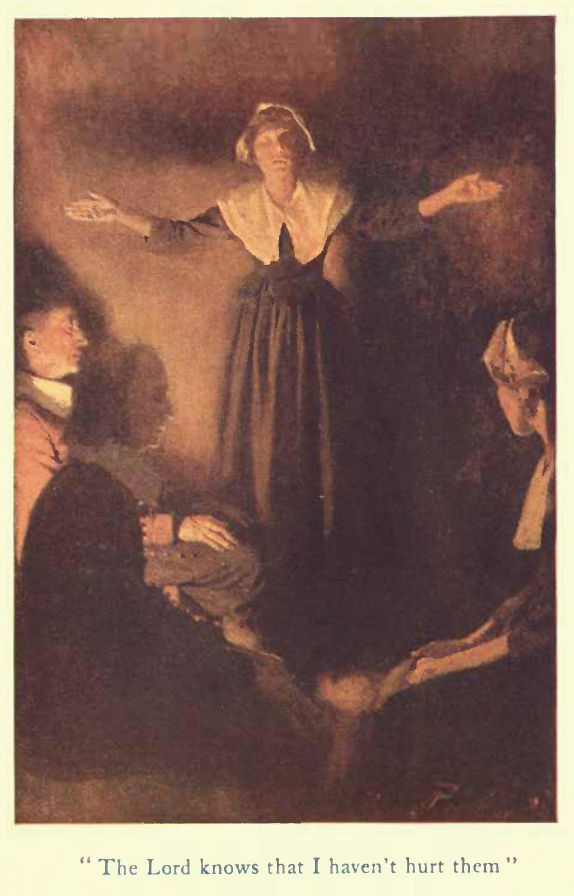
Ritratto concettuale di Rebecca Nurse tratto dal romanzo A tale of old Salem di Henry Peterson

Si ritiene che il calvario subito da Rebecca Nurse abbia provocato un cambiamento di opinione in città sullo scopo del processo alle streghe.
Ann Putnam, l'accusatrice di Rebecca, chiese pubblicamente scusa alla famiglia Nurse per aver accusato un'innocente. Nel 1711 il governo riconobbe agli eredi un indennizzo. La fattoria dei Nurse finì nelle mani di un discendente della famiglia Putnam, Phineas: la famiglia Putnam è rimasta titolare della proprietà fino al 1908. Dei 300 acri originari ne sono rimasti 27, sui quali vi è la casa originale e il cimitero, meta di turisti.
Nel mese di luglio del 1885 i discendenti di Rebecca eressero un monumento di granito in quello che oggi è chiamato cimitero Rebecca Nurse Homestead a Danvers. L'iscrizione sul monumento recita:

Rebecca Nurse, Yarmouth, England 1621. Salem, Mass., 1692.
O Christian Martyr who for Truth could die
When all about thee owned the hideous lie!
The world redeemed from Superstition's sway
Is breathing freer for thy sake today.
(Versi tratti dalla poesia “Christian Martyr," di John Greenleaf Whittier)

Nel 1892 vicino alla tomba di Rebecca Nurse fu eretto un altro monumento in ricordo dei 40 vicini di casa, che ebbero il coraggio di sostenere la sua innocenza.